# La copa del olvido
 La copa del olvido  es un tango cuya letra pertenece a Alberto Vacarezza en tanto que la música es de Enrique Pedro Delfino, que fue ejecutado públicamente en la voz de José Cicarelli por primera vez al estrenarse el sainete Cuando un pobre se divierte de Alberto Vacarezza el 19 de octubre de 1921 en el Teatro Nacional  de Buenos Aires por la compañía de Pascual Carcavallo.

## Los autores
Alberto Vaccarezza ( Buenos Aires, Argentina, 1 de abril de 1886 - idem, 6 de agosto de 1959). Dramaturgo, letrista de tango y poeta, uno de los máximo exponentes del sainete porteño.
Enrique Pedro Delfino ( Buenos Aires, 15 de noviembre de 1895  - idem, 10 de enero de 1967) fue un destacado compositor, pianista, director de orquesta y letrista de tango, también conocido como Delfy.

## Comentario
El tango narra la historia de un engaño que el hombre quiere ahogar en alcohol. Carlos Mina narra que en los tangos anteriores a la década de 1940 el alcohol suele aparecer como paliativo para el dolor o como paliativo frente a la pena amorosa, citando como ejemplos, además de La última copa, a Esta noche me emborracho, Tomo y obligo y Sentimiento gaucho.
Por su parte García Blaya dice que:

”Entre las temáticas habituales que encontramos en las letras de los tangos y en muchos de sus títulos, el alcohol y las libaciones tienen un lugar destacado. Es común, que los personajes, a través de los versos de esas obras, intenten explicarnos el motivo de su bebida, su necesidad de embriagarse, en un marco de inmensa tristeza. El engaño o el abandono de una mujer, son las razones más frecuentes… Existen muchísimos ejemplos en los tangos, sobre personajes que beben para olvidar, para no pensar. Lo comprobamos en La última copa, cuando el hombre pide que le llenen la copa con champán para ahogar el dolor que tiene en el alma a causa de una mujer.

## Grabaciones
Ese mismo año 1921 fue grabado por Carlos Gardel para el sello Odeón acompañado por las guitarras de José Ricardo y Guillermo Barbieri. En 1929 lo grabó para el mismo sello Osvaldo Fresedo con la voz de Ernesto Famá, en 1939 lo grabó Hugo del Carril para el sello Victor, en 1942 Alberto Castillo con la orquesta de Ricardo Tanturi y en 1952 por Rodolfo Biagi con el cantor Hugo Duval para Odeon, entre otros.

## Repercusión
En el sainete Cuando un pobre se divierte quien cantó por primera vez este tango fue José Cicarelli, un actor no muy destacado pero de buena voz que hacía en la obra un personaje ocasional -ni siquiera figuraba en el reparto- que en la escena que transcurría en el cabaré -elemento bastante usado en el teatro porteño de la época- con la animación musical de Enrique Delfino estaba sentado en una mesa y en un momento en que se producía un vacío en la acción se paraba con una copa en alto y levantaba y comienza a cantar:
¡Mozo! Traiga otra copa
y sírvase de algo el que quiera tomar,
De lo que se trataba, explica García Jiménez, era de intercalar en algún momento el anzuelo del tango-canción que, en el caso, alcanzó rápida difusión. La pieza Cuando un pobre se divierte tuvo una notable repercusión popular; se realizaban 3 o 4 funciones diarias y muchas de ellas con el teatro completo. 
Decía la revista Caras y Caretas en el número 1212 del 24 de diciembre de 1921:

«En todos los hoteles, bares y confiterías de Buenos Aires se toca el mismo tango; en los cabarets y restaurantes alegres se baila el mismo motivo musical; se escucha por calles y plazas en todos los labios aquello de «¡Mozo! Traiga otra copa y sírvase de algo el que quiera tomar»; todos los pianos lo martillean. Es que la pegadiza melodía ha llegado hasta el alma misma de la población.»

Enrique Delfino conservaba los recortes periodísticos que daban cuenta de la gran difusión que tuvo este tango en España. El ABC de Madrid contaba en una nota cómo en la calle de Alcalá músicos callejeros y transeúntes cantaban o tarareaban la canción y La Noche de Barcelona decía sobre este tango "Las criadas lo cantan, con acompañamiento de fregadero y escoba; las pianolas, los ciegos, los quintetos de cabarets y cinemas..." García Jiménez dice que cuando tiempo después Delfino fue a actuar a España los periódicos resumían su personalidad interesante con la frase ¿Recordáis a La copa del olvido?